# Francis Nyangweso
Francis Nyangweso (1939 - 15 de fevereiro de 2011) foi um militar, político, pugilista e dirigente esportivo de Uganda. Foi presidente do Comitê Olímpico de Uganda de 1981 a 2009. Foi também membro do COI. Como político, Nyangweso foi Ministro da Cultura, Juventude e Esportes de seu país.